# Yorka Gallegos
Ana Yorka Gallegos Urzúa, (Los Ángeles, 9 de diciembre de 1941, 19 de septiembre de 2024) fue una poeta chilena.

## Biografía
Nació en la ciudad de Los Ángeles en 1941, siendo la mayor de tres hermanos. Realizó sus estudios primarios y secundarios en Coronel y Parral respectivamente, en el sur de Chile. Se inició en la poesía gracias a una invitación para participar en un programa literario de la radio El Roble como alumna del Liceo Mixto de Parral.
Posteriormente participó en el Concurso Regional de Poesía y Canto de Radio Soberanía de Linares,
donde obtuvo el primer lugar declamando poesía de otros autores.
En 1961 comenzó a trabajar como locutora en la radio Portales de Talca durante cinco años para luego trasladarse a la ciudad de Santiago y trabajar en radio Agricultura como locutora. Paralelamente trabajó como teleimpresorista en la Dirección General de Correos y Telégrafos de Chile hasta 1981 cuando fue disuelto el servicio.
Inició su adentramiento en las letras a través de la participación en el taller de creación poética Litemai en la comuna de Maipú en el año 2005.
El 2010 editó su poemario Servido de Nostalgias en LOM Ediciones, cuyo lanzamiento tuvo lugar en el teatro auditorio de DUOC UC, sede Maipú.
Fundó el primer Centro Cultural Literario Cerrillos, y editó dos antologías con escritos de los participantes, mediante subvención municipal. Los encuentros se realizaban en la Biblioteca Cra de la Escuela D. 262, Lothar Kommer Bruger de Villa México.

El año 2011 clasificó con mención honrosa en el concurso literario y multimedia organizado por la Biblioteca de la Universidad Adolfo Ibáñez de Santiago y su participación es registrada en el libro Prisma. Al año siguiente, obtuvo el segundo lugar en el mismo concurso. El 2013 apareció en la antología poética Revuelo de Palabras del Círculo Literario de Maipú, además de la antología que reúne a doce poetas titulada Mientras Este Fuego Arda. El año 2016 participó como poeta invitada en “Versadas: Ciclo de Literatura de Mujeres” en la Biblioteca de Santiago
Organizó el concurso “Créete el cuento por una tablet” para el fomento de la creación literaria juvenil que en su primera versión se realizó en la Escuela D. N°262 Lothar Kommer Bruger de Cerrillos y en su segunda versión en la Escuela José Joaquín Prieto Vial, ambos de la comuna de Cerrillos.
Actualmente colabora en el Café Literario de la Biblioteca Pública de Cerrillos Javiera Carrera Verdugo desarrollando entrevistas a destacados escritores nacionales que participan como invitados a cada evento, entre los que destacan: Pilar Arratia, Emilia Páez Salinas, Patricia Franco Müller, Margarita Bustos Castillo, Carla Valdés del Río, Lila Calderón, María Sol Pastorino, Lorena Díaz Meza, Jaime Arenas Saavedra y José Antonio Lizana Arce.
Forma parte del Círculo Literario de Maipú y la Sociedad de Escritores de Chile, SECH desde 2011.
Falleció el 19 de septiembre de 2024 a raíz de complicaciones de salud

## Obras
- Selección Narrativa y Poesía, 2008, LOM Ediciones
- Servido de Nostalgias, 2010, LOM Ediciones
- Prisma, 2011, Biblioteca de la Universidad Adolfo Ibáñez
- Revuelo de Palabras, 2013. Editorial Sherezade
- Antología de Narrativa y Poesía, 2013, LOM Ediciones
- Mientras Este Fuego Arda, 2013, Santiago Inédito
- Cuentos, Antología Círculo Literario de Maipú, 2014, Editorial Sherezade
- Prismática, 2016, antología LOM Ediciones
- Debut, 2017, Santiago Inédito
- Déjame que te cuente, 2018, Editorial Venático Editores
- A Vuelo de Pájaro, 2019, Editorial Gráfica Metropolitana de Santiago
- Vértice de la Memoria, 2020, Editorial Gráfica Metropolitana de Santiago
- Antología Letras Vívidas, 2023, Editorial Gráfica Metropolitana de Santiago

## Premios
- 2008: Recibe el segundo lugar en el concurso “Recordando a Gabriela y Pablo”.[5]
- 2011: Recibe Mención Honrosa en el concurso literario organizado por la Universidad Adolfo Ibáñez.
- 2012: Recibe el segundo lugar en el concurso literario organizado por la Universidad Adolfo Ibáñez.